# Karl Lehmann

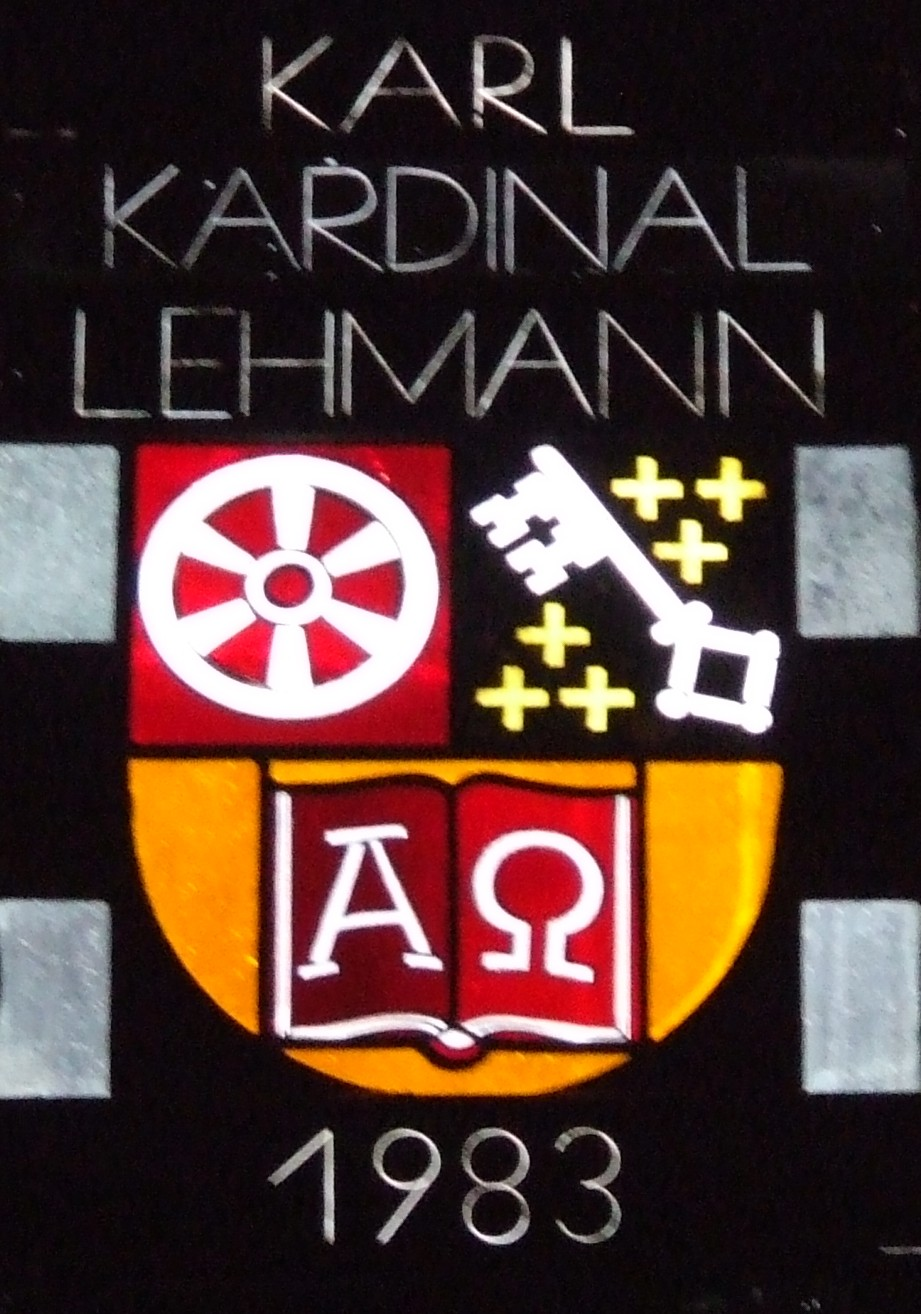
Wapen van kardinaal Lehmann in de kathedraal van Mainz

Karl Lehmann (Sigmaringen, 16 mei 1936 – Mainz, 11 maart 2018) was een Duits geestelijke en kardinaal van de Rooms-Katholieke Kerk.
Lehmann bezocht het seminarie in Freiburg im Breisgau en promoveerde in 1962 summa cum laude in de filosofie aan de Pauselijke Gregoriaanse Universiteit in Rome op het proefschrift Vom Ursprung und Sinn der Seinsfrage im Denken Martin Heideggers. Hij werd op 10 oktober 1963 priester gewijd door Julius kardinaal Döpfner, aartsbisschop van München en Freising. Tussen 1964 en 1967 was hij assistent van Karl Rahner aan de universiteit van München en daarna van Münster. Hij promoveerde aan de Gregoriana in 1967 nogmaals, eveneens met hoogste lof, nu in de theologie op het proefschrift "Auferweckt am dritten Tag nach der Schrift" - Exegetische und fundamentaltheologische Studien zu 1 Kor 15,3b-5.
Hierna keerde Lehmann terug naar Duitsland, waar hij van 1968 tot 1971 hoogleraar was aan de Universiteit van Mainz en van 1971 tot 1983 aan de Universiteit van Freiburg. Hij werd op 21 juni 1983 benoemd tot bisschop van Mainz; zijn bisschopswijding vond plaats op 2 oktober 1983. In 1985 werd hij vicevoorzitter van de Duitse bisschoppenconferentie, van welke conferentie hij tussen 1987 en 2008 voorzitter was. In 1991 ontving hij eredoctoraten van de Universiteit van Innsbruck en van de Katholieke Universiteit van Amerika. Hierna zou hij nog zes eredoctoraten krijgen.
Lehmann werd tijdens het consistorie van 21 februari 2001 kardinaal gecreëerd, met de rang van kardinaal-priester. Zijn titelkerk werd de San Leone I. Hij nam deel aan de conclaven van 2005 en 2013.
In 2008 moest Lehmann het voorzitterschap van de Duitse bisschoppenconferentie om gezondheidsredenen neerleggen. In het voorjaar van 2011 bood hij op grond van zijn leeftijd, zoals het kerkelijk wetboek dat voorschrijft, zijn ontslag aan aan de paus. Deze verzocht de kardinaal evenwel in functie te blijven.
Lenmann ging op 16 mei 2016 met emeritaat. In december van dat jaar werd hij hoogleraar aan de Universität Duisburg-Essen. In zijn eerste rede daar toonde hij begrip voor het vluchtelingenbeleid van Angela Merkel: "Wat had zij dan moeten doen, toen de mensen in grote nood voor onze deuren stonden?"

## Werk
- Vom Ursprung und Sinn der Seinsfrage im Denken Martin Heideggers. Versuch einer Ortsbestimmung. Diss. phil. (masch.). Pont. Univ. Gregoriana, Rom 1962; Uitgave in twee delen Mainz, Freiburg i. Br. 2003 (Volltext)
- Auferweckt am dritten Tag nach der Schrift. Früheste Christologie, Bekenntnisbildung und Schriftauslegung im Lichte von 1 Kor 15,3–5. 2e verbeterde druk, Freiburg i. Br. 1969 (Volledige tekst)
- Gegenwart des Glaubens, Mainz 1974
- Jesus Christus, unsere Hoffnung. Meditationen, Freiburg i. Br. 1976
- Mit der Kirche leben (met Joseph Ratzinger) Herder 1977
- Was heißt „ewiges Leben“? (= Antwort des Glaubens, Deel 3), Freiburg i. Br. 1978
- Ehe als Lebensentscheidung (= Antwort des Glaubens, Deel 15), Freiburg i. Br. 1979
- Geistlich handeln, Freiburg i. Br. 1982.
- Neuer Mut zum Kirchesein, Freiburg i. Br. 1982
- Signale der Zeit – Spuren des Heils, Freiburg i. Br. 1983
- Jesus hat die Kirche gewollt (= Antwort des Glaubens, Deel 30), Freiburg i. Br. 1983
- Lehrverurteilungen – kirchentrennend? Rechtfertigung, Sakramente und Amt im Zeitalter der Reformation und heute Karl Lehmann und Wolfhart Pannenberg, Vandenhoeck & Ruprecht, Herder 1986.
- Lehrverurteilungen – kirchentrennend? II Materialien zu den Lehrverurteilungen und zur Theologie der Rechtfertigung, Karl Lehmann, Vandenhoeck & Ruprecht, Herder 1989
- Glauben bezeugen – Gesellschaft gestalten. Reflexionen und Positionen, 2 delen, Freiburg i. Br. u. a. 1993
- Es ist Zeit, an Gott zu denken. Ein Gespräch mit Jürgen Hoeren, Freiburg i. Br. 2000
- Mut zum Umdenken. Klare Positionen in schwieriger Zeit, onder redactie van Beate Hirt, Freiburg i. Br. 2002
- Frei vor Gott. Glauben in öffentlicher Verantwortung, Freiburg i.Br. 2003
- Mensch, Gott! Geistliche Impulse für die Advents- und Weihnachtszeit, onder redactie van Michael Kinnen, 2e druk, Leipzig 2005, ISBN 3-7462-1905-1
- Auf dem Weg zum Leben. Geistliche Impulse für die Passions- und Osterzeit, onder redactie van Michael Kinnen, Leipzig 2005, ISBN 3-7462-1784-9
- Zuversicht aus dem Glauben. Die Grundsatzreferate des Vorsitzenden der Deutschen Bischofskonferenz und die Predigten der Eröffnungsgottesdienste, Freiburg i.Br.: Herder, 2006
- Von der besonderen Kunst, glücklich zu sein, Freiburg i.Br. Herder, 2006
- Mut zum Dialog. Orientierung für unsere Zeit, onder redactie van von Michael Kinnen, Freiburg i.Br. Herder 2008

## Over Karl Lehmann
- Daniel Deckers: Der Kardinal. Karl Lehmann. Eine Biographie. Pattloch, München 2002, ISBN 3-629-01637-5 (Taschenbuchausgabe: Knaur, München 2004, ISBN 3-426-77690-1)
- Barbara Nichtweiß (red): Karl Kardinal Lehmann 2001. Dokumentationen, Erinnerungen und Informationen zur Kardinalserhebung des Bischofs von Mainz. Bistum Mainz, Mainz 2001. ISBN 3-934450-05-9
- Albert Raffelt: Karl Lehmann. Bibliographie. 1962–1983. Herder, Freiburg i. Br. u. a. 1983, ISBN 3-451-20063-5
- Albert Raffelt (red), Weg und Weite, Festschrift für Karl Lehmann. Herder, Freiburg i. Br. u. a. 2001, ISBN 3-451-27572-4
- Barbara Nichtweiß (red): Gott ist größer als unser Herz. Der 70. Geburtstag von Karl Kardinal Lehmann und das Mainzer Bistumsfest. Berichte, Texte, Bilder, Publikationen Bistum Mainz, Mainz 2006, ISBN 978-3-934450-25-7
- Barbara Nichtweiß (red): Du zeigst mir den Pfad zum Leben. Das Silberne Bischofsjubiläum von Karl Kardinal Lehmann, das 40-jährige Bestehen von Pfarrgemeinderäten im Bistum Mainz und das Mainzer Bistumsfest 2008. Berichte, Texte, Bilder, Publikationen Bistum Mainz 2008, Mainz 2008, ISBN 978-3-934450-35-6

## Trivia
- Omdat Lehmann geen aartsbisschop is, voert hij een iets ander wapen dan de meeste andere kardinalen. Zie ook: kerkelijke heraldiek

- Biblioteca Nacional de España: XX997485
- Bibliothèque nationale de France: cb11912243c (data)
- Gemeinsame Normdatei: 11872715X
- International Standard Name Identifier: 0000 0001 1472 7954
- Library of Congress Control Number: n82223727
- Nationale Bibliotheek van Letland: 000109604
- Nationale Bibliotheek van Tsjechië: skuk0003668
- Nationale Bibliotheek van Israël: 987007299587205171
- Nationale Bibliotheek van Polen: a0000002189259
- Nederlandse Thesaurus van Auteursnamen: 068428383
- Istituto Centrale per il Catalogo Unico: RAVV050499
- Système universitaire de documentation: 026980630
- Trove: 902573
- Virtual International Authority File: 54150508
- WorldCat: E39PBJht6thTYXFhJBP9cQwDMP